# Half Moon Bay (Nouvelle-Zélande)
Pour les articles homonymes, voir Half Moon Bay.
Half Moon Bay, est une banlieue de la cité d’Auckland, dans l’Île du Nord de la Nouvelle-Zélande.

## Situation
Elle se situe immédiatement au sud de la localité de Bucklands Beach, le long d’un petit affluent côtier.
Elle formait une partie de la ville de Manukau City jusqu’à l’amalgamation en 2010 de l’ensemble de la région d’Auckland sous une autorité de gouvernance unique, qui est le conseil d’Auckland.

## Municipalités limitrophes
Il est bien connu que la marina de Half Moon Bay Marina, abrite plus de 500 bateaux.
Elle est localisée sur les berges de l'estuaire du fleuve Tamaki dans le golfe de Hauraki.

## Accès
Half Moon Bay est la localisation d’un terminal de ferry en place de longue date pour le trafic des véhicules et des passagers vers l’île de Waiheke et pour le trafic régulier des services de ferries de passagers vers Auckland centre-ville.

## Histoire
Avant la construction du complexe de la marina en 1967, la baie boueuse était connue initialement sous le nom de baie de Hancock  d’après la famille Hancock, qui avait une ferme dans ce secteur et ensuite comme baie du Camp du fait de l’établissement du King George V Health Camp.
Sous la couche de sable se trouve une épaisse couche de glaise fine, de bonne qualité pour la poterie, qui fut recueillie par le Département des arts du College de Pakuranga et stockée sous le bâtiment du département des arts construit en 1967.
Les coins temporaires d’une décharge furent créés avec des débris de béton provenant de l’ancien pont de Panmure, qui fut démoli à l’époque ou la décharge fut créée.
Avant l’établissement de la marina, la baie était très isolée avec seulement 8 maisons et le Half Moon Bay Health Camp au sud-ouest du promontoire.